# Analleucosma
Analleucosma is een geslacht van kevers uit de familie bladsprietkevers (Scarabaeidae). Het geslacht werd voor het eerst wetenschappelijk beschreven in 1989 door Antoine.

## Soorten
- Analleucosma allardi Antoine, 1989
- Analleucosma rubidocincta (Schein, 1956)
- Analleucosma uelensis (Burgeon, 1932)